# Estemonàcies
Stemonaceae és una família de plantes amb flors monocotiledònies. Són plantes natives del sud-est d'Àsia i el nord d'Austràlia amb una espècie del sud-est d'Amèrica del Nord. Està reconeguda per l'APG III (2009) i l'APWeb (2001 en endavant)

## Gèneres
Segons APWeb (visitat el gener de 2009):
- Croomia Torr.
- Stemona Lour.
- Stichoneuron Hook.f.
- Pentastemona Steenis

Sinònims, segons APWeb: Croomiaceae Nakai, Pentastemonaceae Duyfjes, Roxburghiaceae Wallich.